# Howard Estabrook

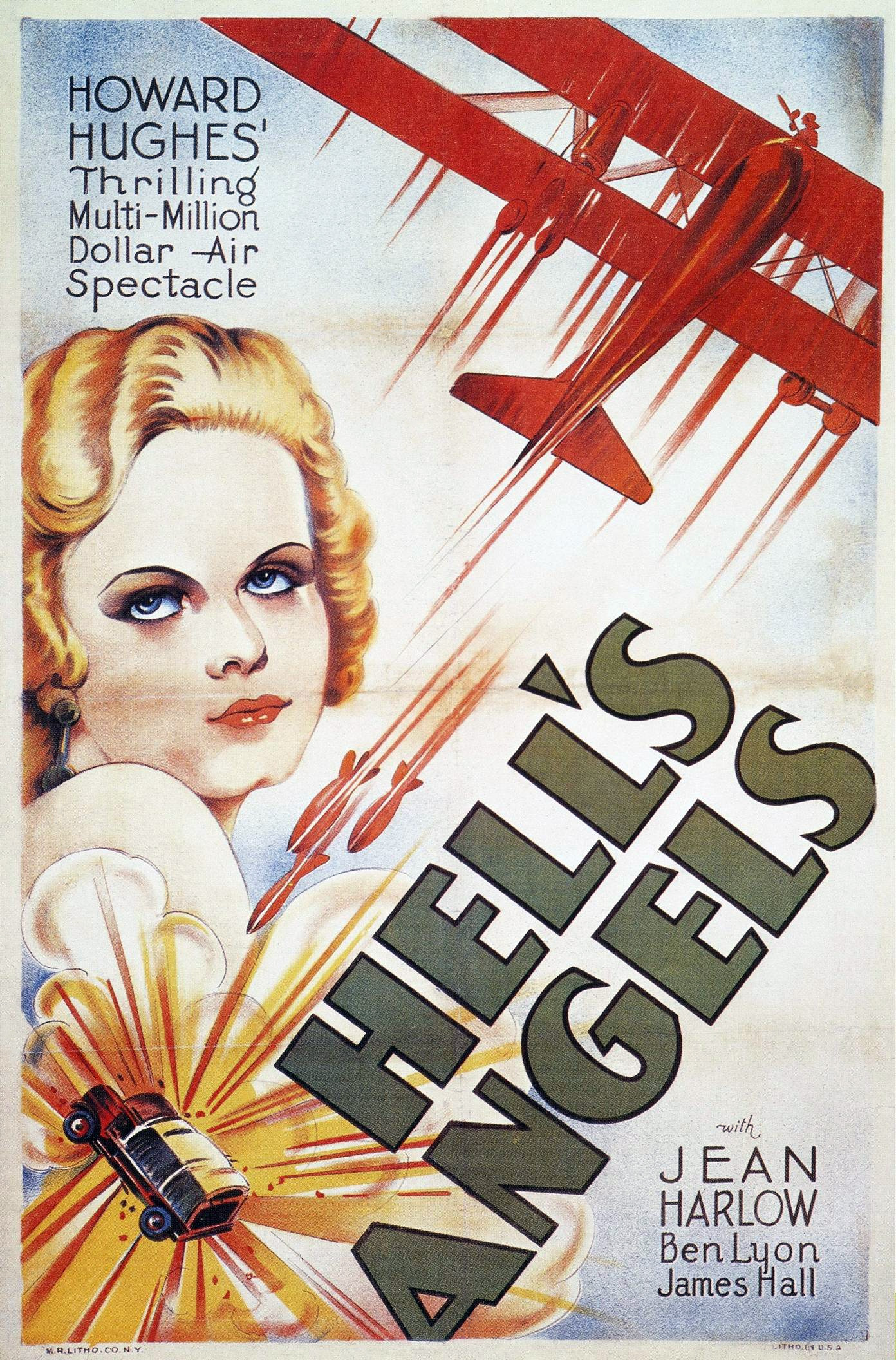
Cartel de Los ángeles del infierno (1930), con guion de Howard Estabrook

Howard Estabrook (11 de julio de 1884 – 16 de julio de 1978) fue un guionista, actor, director y productor cinematográfico de nacionalidad estadounidense.

## Biografía
Su verdadero nombre era Howard Bolles, y nació en Detroit, Míchigan. Estabrook empezó su carrera en 1904 como actor teatral en Nueva York. Su primera pieza, llevada a escena en el circuito de Broadway, fue The Dictator, con 25 representaciones en 1904. Actuó en más de 15 obras entre 1904 y 1915, junto a actores como John Barrymore, Alice Brady y Paulette Antoine, entre otros. La última pieza en la que trabajó fue Miss Information (1915). Junto a su esposa Gretchen Dale escribió piezas teatrales, tal como Mrs. Avery, en la que también actuó.
Debutó en el cine en 1914, en la época del cine mudo. Su primer film fue Officer 666, producido por Kleine Optical Company, actuando después en varias películas, entre ellas Four Feathers. Sin embargo, en 1916 decidió dejar el cine para dedicarse a los negocios, aunque en 1921 decidió retomar su carrera artística.
Estabrook asumió cargos ejecutivos en diferentes estudios cinematográficos, y finalmente empezó a producir en 1924. Más adelante encontró su vocación dedicándose a la escritura de guiones. Fue responsable de algunos guiones de cintas consideradas como clásicos de Hollywood, entre ellas Los ángeles del infierno (1930) y Street of Chance (1930), por la cual fue nominado a un Premio Oscar. Al siguiente año ganó el Óscar al mejor guion adaptado por Cimarrón, cinta protagonizada por Richard Dix y Irene Dunne. En 1935, junto a Hugh Walpole y Lenore J. Coffee, adaptó la novela de Charles Dickens David Copperfield, actuando en la película W. C. Fields y Lionel Barrymore.
Howard Estabrook continuo con su carrera de guionista durante tres décadas. Falleció en 1978 en Woodland Hills, California, a causa de un cáncer.

## Filmografía

### Guionista (selección)
- The Port of Missing Girls, de Irving Cummings (1928)
- Dressed to Kill, de Irving Cummings (1928)
- Forgotten Faces, de Victor Schertzinger (1928)
- Varsity, de Frank Tuttle (1928)
- The Shopworn Angel (1928)
- The Four Feathers, de Merian C. Cooper, Lothar Mendes y Ernest B. Schoedsack (1929)
- She Goes to War (1929)
- El virginiano (1929)
- Behind the Make-Up (1930)
- Street of Chance (1930)
- Slightly Scarlet (1930)
- Double Cross Roads, de George E. Middleton y Alfred L. Werker (1930)
- Los ángeles del infierno, de Howard Hughes, Edmund Goulding y James Whale (1930)
- Lopez, le bandit (1930)
- El hombre malo (1930)
- The Bad Man (1930)
- Kismet, de John Francis Dillon (1930)
- Kismet, de William Dieterle (1931)
- Cimarrón, de Wesley Ruggles (1931)
- Woman Hungry (1931)
- The Big Fisherman (1959)

### Actor
- Officer 666, de Frank Powell (1914)
- M'Liss, de O.A.C. Lund (1915)
- The Butterfly, de O.A.C. Lund (1915)
- Four Feathers, de J. Searle Dawley (1915)
- The Closing Net, de Edward José (1915)
- The Master Smiles (1916)
- The Mysteries of Myra, de Leopold Wharton y Theodore Wharton (1916)

### Director
- The Highway of Hope (1917)
- Giving Becky a Chance (1917)
- The Wild Girl (1917)
- Are These Our Children (1931)
- Heavenly Days (1944)

### Productor
- The Price of a Party, de Charles Giblyn (1924)
- The Adventurous Sex, de Charles Giblyn (1925)
- North Star, de Paul Powell (1925)
- Wells Fargo, de Frank Lloyd (1937)

## Premios y distinciones
Premios Óscar
| Año  | Categoría     | Película     | Resultado |
| ---- | ------------- | ------------ | --------- |
| 1930 | Mejor escrito | Los pequeros | Nominado  |
| 1931 | Mejor escrito | Cimarrón     | Ganador   |